# NFL 1944
Die NFL-Saison 1944 war die 25. reguläre Saison der in den USA stattfindenden National Football League. Die Boston Yanks ergänzten die Liga als neu gegründetem Team. Auch änderten die Brooklyn Dodgers ihren Namen zu Brooklyn Tigers. Ebenfalls kehrten die Cleveland Rams und die Philadelphia Eagles zum normalen Spielbetrieb zurück, während die Pittsburgh Steelers mit den Chicago Cardinals für diese Saison wegen des Spielermangels durch den Zweiten Weltkrieg ein gemeinsames Team bildeten. Das gemeinsame Team, das als Card-Pitt bekannt wurde, spielte drei Spiele in Pittsburgh, zwei in Chicago und erzielte dabei den Negativrekord für die niedrigste Puntingdurchschnitt eines NFL-Teams mit 32,7 Yards pro Punt.
Seit 1935, als sieglose Teams üblicher waren, gab es in der Saison wieder zwei Teams ohne Siege (Brooklyn und Card-Pitt mit 0–10).
Seit 1944 hatten nur fünf Teams eine sieglose Saison in der NFL: 1960 die Dallas Cowboys (0–11–1), 1976 die Tampa Bay Buccaneers (0–14), 1982 die Baltimore Colts (0–8–1), 2008 die Detroit Lions (0–16) und 2017 die Cleveland Browns (0–16). Bei den Colts war die Saison wegen eines ligaweiten Spielerstreiks verkürzt, während die Cowboys und Buccaneers beide neue Teams waren.
Die Saison endete mit dem NFL Championship Spiel, in dem die Green Bay Packers die New York Giants besiegten.

## Wichtige Regeländerungen
- Die freie Wechselregel wurde insoweit angepasst, dass die Auswechslung nicht bei den Offiziellen vor dem Spielzug angemeldet werden muss.
- Die Kommunikation zwischen Spielern und Trainern auf dem Feld ist erlaubt, soweit diese in der gekennzeichneten Zone am Spielfeldrand stattfindet und dies nicht zu einer Spielverzögerung führt.
- Wenn das Offensiv-Team eine Strafe für Passbehinderung in der gegnerischen Endzone erhält ist es nur noch eine Distanzstrafe und nicht mehr ein automatisches Touchback.

## NFL Draft
Der NFL Draft von 1944 wurde am 19. April im Philadelphia's Warwick Hotel veranstaltet. Mit dem ersten Pick wählten die Boston Yanks Quarterback Angelo Bertelli von der University of Notre Dame.

## Divisionsphase
Jedes Team spielte zehn Spiele über dreizehn Wochen. Die Brooklyn Tigers verloren sieben ihrer Spiele mit einem Touchdown (6 Punkte) oder weniger. Am 29. Oktober hatten sie zur Halbzeit eine 14:7-Führung gegen Boston, jedoch verloren sie das Spiel der Woche Sieben mit 17:14. In derselben Woche verloren Card-Pitt mit der 42:20-Niederlage gegen Washington ihre Chance auf die Playoffs. Card-Pitt hatten sogar eine 28:23-Führung gegen die Rams in ihrem ersten Spiel, das am 24. September in Pittsburgh gespielt wurde, verloren aber noch mit 28:30. Gegen die Packers konnten sie noch einmal mit 7:0 zu Hause in Führung gehen, bevor sie das Spiel mit 20:35 verloren.
In der Western Division gab es für die Packers nach ihrem sechsten Sieg keine Konkurrenz mehr. In der Eastern Division waren Washington (5–0–1) und Philadelphia (4–0–2) nach neun Wochen ungeschlagen. Die Teams trafen in Woche 10 (26. November) in Washington aufeinander und die Eagles gewannen mit 37:7 und hatten 5–0–2 mit den Redskins und Giants mit 5–1–1 mit einem halben Spiel dahinter. Die Eagles verloren in Woche elf während die Giants und Redskins siegten und New York und Washington mit 6–1–1 in Führung gingen. In Woche zwölf tummelten sich 47.457 Zuschauer auf dem New York's Polo Grounds um die Giants und die Redskins zu sehen. Washington lag mit 13:10 in Führung, bevor sie mit 16:13 verloren. In Woche dreizehn besiegen die Eagles die Rams mit 26:13 und hatten ein 7–1–2 Endergebnis um dann zu sehen wie sich die auf 7–1–1 stehenden Giants sich im Rückspiel in Washington schlugen. Die Giants besiegten die Redskins mit 31:0 und sicherten sich die Division und das Heimspielrecht für die Meisterschaft.

## Endstände
| Eastern Division    | Eastern Division | Eastern Division | Eastern Division | Eastern Division | Eastern Division | Eastern Division |
| Team                | S                | N                | U                | SQ 1             | P+               | P−               |
| ------------------- | ---------------- | ---------------- | ---------------- | ---------------- | ---------------- | ---------------- |
| New York Giants     | 8                | 1                | 1                | 0,889            | 206              | 75               |
| Philadelphia Eagles | 7                | 1                | 2                | 0,875            | 267              | 131              |
| Washington Redskins | 6                | 3                | 1                | 0,667            | 169              | 180              |
| Boston Yanks        | 2                | 8                | 0                | 0,200            | 82               | 233              |
| Brooklyn Tigers     | 0                | 10               | 0                | 0,000            | 69               | 166              |

| Western Division  | Western Division | Western Division | Western Division | Western Division | Western Division | Western Division |
| Team              | S                | N                | U                | SQ 1             | P+               | P−               |
| ----------------- | ---------------- | ---------------- | ---------------- | ---------------- | ---------------- | ---------------- |
| Green Bay Packers | 8                | 2                | 0                | 0,800            | 238              | 141              |
| Chicago Bears     | 6                | 3                | 1                | 0,667            | 258              | 172              |
| Detroit Lions     | 6                | 3                | 1                | 0,667            | 216              | 151              |
| Cleveland Rams    | 4                | 6                | 0                | 0,400            | 188              | 224              |
| Card-Pitt         | 0                | 10               | 0                | 0,000            | 108              | 328              |

## NFL Championship Game
Das NFL Championship Spiel fand am 17. Dezember 1944 im Polo Grounds, New York City, statt.

## Awards
| Joe F. Carr Trophy (Most Valuable Player) | Frank Sinkwich, Halfback, Detroit |

## Saisonbestleistungen
| Statistik       | Name         | Team      | Wert  |
| --------------- | ------------ | --------- | ----- |
| gepasste Yards  | Irv Comp     | Green Bay | 1.159 |
| erlaufene Yards | Bill Paschal | New York  | 737   |
| gefangene Yards | Don Hutson   | Green Bay | 866   |

## Cheftrainer

### Eastern Division
- Boston Yanks: Herb Kopf
- Brooklyn Tigers: Frank Bridges, Pete Cawthon und Ed Kubale
- New York Giants: Steve Owen
- Philadelphia Eagles: Greasy Neale
- Washington Redskins: Dudley DeGroot

### Western Division
- Card-Pitt: Phil Handler und Walt Kiesling
- Chicago Cardinals: Phil Handler, Walt Kiesling
- Cleveland Rams: Aldo Donelli
- Detroit Lions: Gus Dorais
- Green Bay Packers: Curly Lambeau